# Carmen (film 1945)
Carmen è un film del 1945 (girato però nel 1942) diretto da Christian-Jaque.

## Trama
In Spagna la gitana Carmen canta per le strade facendo innamorare il capitano Don Josè. Questi crede di possederla completamente anche perché la salva dal carcere per un delitto commesso, ma non sa che Carmen si è invaghita di un altro uomo: il torero Escamillo. Don Josè lo viene a sapere e minaccia di ucciderlo, così Carmen decide di rompere il loro rapporto. Il capitano non s dà per vinto e una sera, all'osteria, tenta di discutere con la zingara che però se la svigna con l'aiuto delle sue amiche. Don Josè ribollente di rabbia vede poco dopo Escamillo e si avventa contro di lui in un duello a spade. Carmen decide di rompere per sempre i contatti con quell'orribile uomo, ma un giorno mentre sta raggiungendo la corrida con le sue colleghe per veder Escamillo viene raggiunta da Don Josè che la prega di riamarlo; Carmen si rifiuta e così l'uomo la pugnala.

## Produzione
Prodotta dalla Scalera Film la pellicola fu girata negli studi Scalera alla Circonvallazione Appia a Roma tra il 1942 e il 1943 per uscire sugli schemi nel 1945. Gli esterni furono girati a San Donato Val di Comino nell'estate del 1942, lungo la strada che conduce in Abruzzo attraverso il valico di Forca d'Acero e nel centro storico.